# AS Livorno Calcio 2013/2014
AS Livorno Calcio spelade säsongen 2013/2014 i italienska Serie A. Klubben slutade på en 20:e plats, sist i tabellen med 25 poäng, och åkte därmed ur högsta serien.

## Organisation

### Ledning
President: Aldo Spinelli

Vicepresident: Silvano Siri

Sportchef: Elio Signorelli och Stefano Capozucca

Teknisk direktör: Attilio Perotti

Tränare: Davide Nicola tom 13 januari 2014, from 19 april 2014
Attilio Perotti  from 13 januari 2014
Domenico Di Carlo  from 21 januari 2014, tom 19 april 2014

### Spelartrupp
| Nr | Land      | Pos | Namn                  |
| -- | --------- | --- | --------------------- |
| 1  | Italien   | MV  | Francesco Bardi       |
| 2  | Italien   | F   | Cristiano Piccini     |
| 3  | Tyskland  | F   | Giuseppe Gemiti       |
| 5  | Schweiz   | F   | Saulo Decarli°        |
| 6  | Italien   | F   | Riccardo Regno°       |
| 7  | Italien   | MF  | Luca Belingheri°      |
| 7  | Italien   | F   | Paolo Castellini*     |
| 9  | Brasilien | A   | Paulinho              |
| 10 | Italien   | MF  | Andrea Luci (kapten)  |
| 11 | Italien   | F   | Alessandro Lambrughi° |
| 11 | Algeriet  | F   | Djamel Mesbah*        |
| 14 | Colombia  | MF  | Jonny Mosquera        |
| 15 | Senegal   | F   | Ibrahima Mbaye        |
| 16 | Italien   | MF  | Daniele Bartolini     |
| 17 | Italien   | F   | Federico Ceccherini   |
| 18 | Italien   | A   | Elia Bruzzi           |
| 19 | Italien   | MF  | Leandro Greco         |

| Nr | Land      | Pos | Namn                    |
| -- | --------- | --- | ----------------------- |
| 20 | Schweiz   | A   | Innocent Emeghara       |
| 21 | Algeriet  | A   | Ishak Belfodil*         |
| 22 | Italien   | MV  | Luca Anania             |
| 23 | Brasilien | F   | Emerson                 |
| 24 | Italien   | MF  | Marco Benassi           |
| 26 | Italien   | A   | Luca Siligardi          |
| 27 | Italien   | MF  | Marco Biagianti         |
| 28 | Italien   | MF  | Pasquale Schiattarella° |
| 29 | Colombia  | A   | Miguel Borja            |
| 32 | Italien   | A   | Tommaso Biasci          |
| 33 | Argentina | F   | Nahuel Valentini        |
| 37 | Italien   | MV  | Gabriele Aldegani       |
| 41 | Ghana     | MF  | Joseph Alfred Duncan    |
| 77 | Italien   | F   | Leandro Rinaudo         |
| 85 | Italien   | F   | Andrea Coda             |
|    | Italien   | MV  | Alfonso De Lucia        |

° Spelaren lämnade klubben i januari.

* Spelaren anslöt till klubben i januari.

## Övergångar

### Sommaren 2013
| Köpta   | Köpta | Köpta             | Köpta        | Köpta         |
| Datum   | Pos   | Spelare           | Från         | Anmärkning    |
| ------- | ----- | ----------------- | ------------ | ------------- |
| 9 juli  | MV    | Francesco Bardi   | Inter        | lån           |
| 9 juli  | MF    | Marco Benassi     | Inter        | lån           |
| 9 juli  | F     | Cristiano Piccini | Fiorentina   | lån           |
| 24 juli | F     | Nahuel Valentini  | Rosario      | [ 6 ]         |
| 30 juli | MF    | Leandro Greco     | Olympiakos   | [ 7 ]         |
| 3 aug   | MV    | Gabriele Aldegani | Nocerina     | lån           |
| 20 aug  | F     | Ibrahima Mbaye    | Inter        | lån           |
| 20 aug  | MF    | Alfred Duncan     | Inter        | lån           |
| 27 aug  | A     | Innocent Emeghara | Siena        | lån           |
| 27 aug  | MF    | Jonny Mosquera    | Envigado     | lån           |
| 29 aug  | MF    | Marco Biagianti   | Catania      | 400 000       |
| 29 aug  | A     | Rubén Botta       | Inter/ Tigre | [ 13 ]        |
| 30 aug  | F     | Leandro Rinaudo   | klubblös     | [ 14 ]        |
| 31 aug  | F     | Andrea Coda       | Udinese      | lån           |
| 2 sep   | A     | Miguel Borja      | La Equidad   |               |
| 2 sep   | MV    | Luca Anania       | Padova       | [ 16 ] [ 17 ] |

| Sålda   | Sålda | Sålda                 | Sålda     | Sålda       |
| Datum   | Pos   | Spelare               | Från      | Anmärkning  |
| ------- | ----- | --------------------- | --------- | ----------- |
| 27 juni | F     | Andrea Gasarro        | Pontedera | lån         |
| 27 juni | F     | Lorenzo Gonelli       | Pontedera | lån         |
| 8 juli  | MF    | Jacopo Galli          | Pontedera | delägarskap |
| 11 juli | MF    | Andrea Molinelli      | Südtirol  | delägarskap |
| 11 juli | A     | Simone Dell'Agnello   | Südtirol  | lån         |
| 12 juli | F     | Simone Salviato       | Novara    | [ 21 ]      |
| 16 juli | A     | Andrej Galabinov      | Avellino  | lån         |
| 19 juli | F     | Antonio Meola         | Paganese  | lån         |
| 22 juli | MF    | Dario Colombi         | Grosseto  | [ 24 ]      |
| 22 juli | A     | Bryan Goiè            | Grosseto  | lån         |
| 25 juli | MF    | Mirko Bigazzi         | Olhanense | lån         |
| 4 aug   | MF    | Lorenzo Remedi        | Nocerina  | lån         |
| 14 aug  | MF    | Marco Moscati         | Perugia   | lån         |
| 2 sep   | F     | Alessandro Bernardini | Chievo    | lån         |
| 2 sep   | MV    | Luca Mazzoni          | Padova    | lån         |
| 2 sep   | A     | Federico Dionisi      | Olhanense | lån         |

### Januari 2014
| Köpta  | Köpta | Köpta            | Köpta     | Köpta         |
| Datum  | Pos   | Spelare          | Från      | Anmärkning    |
| ------ | ----- | ---------------- | --------- | ------------- |
| 22 jan | F     | Paolo Castellini | Sampdoria | [ 31 ] [ 32 ] |
| 29 jan | F     | Djamel Mesbah    | Parma     | [ 33 ]        |
| 31 jan | A     | Ishak Belfodil   | Inter     | [ 34 ]        |

| Sålda  | Sålda | Sålda                  | Sålda     | Sålda      |
| Datum  | Pos   | Spelare                | Från      | Anmärkning |
| ------ | ----- | ---------------------- | --------- | ---------- |
| 8 jan  | A     | Rubén Botta            | Inter     | [ 35 ]     |
| 9 jan  | F     | Saulo Decarli          | Avellino  | Lån        |
| 14 jan | MF    | Pasquale Schiattarella | Spezia    | 500.000    |
| 14 jan | F     | Alessandro Lambrughi   | Novara    | Lån        |
| 24 jan | MF    | Luca Belingheri        | Cesena    | Lån        |
| 31 jan | F     | Riccardo Regno         | Pontedera | Lån        |

## Matchställ
Leverantör: Legea
| · Hemmaställ | · Bortaställ | · Alternativ 1 | · Tredjeställ |  |

| · Målvakt |

## Laguppställning
Hösten 2013.

Vanligare startelva under Domenico Di Carlo efter januarimercaton och Andrea Lucis skada.